# آب‌پای ارغون
آبپای ارغوان، روستایی است از توابع بخش بوشکان در شهرستان دشتستان استان بوشهر ایران.

## جمعیت
این روستا در دهستان پشتکوه قرار داشته و براساس سرشماری سال ۱۳۸۵ جمعیت آن ۱۲۴نفر (۲۷خانوار) می‌باشد.
روستای آب‌پای ارغون از توابع بخش بوشکان در استان بوشهر و شهرستان دشتستان می‌باشد که در جنوب شرقی برازجان حد فاصل روستای ننیزک و کلمه واقع شده و یک منطقه کوهستانی و دارای آب و هوای معتدل و نیمه خشک می‌باشد.